# Rosenkranz-Basilika (Berlin-Steglitz)

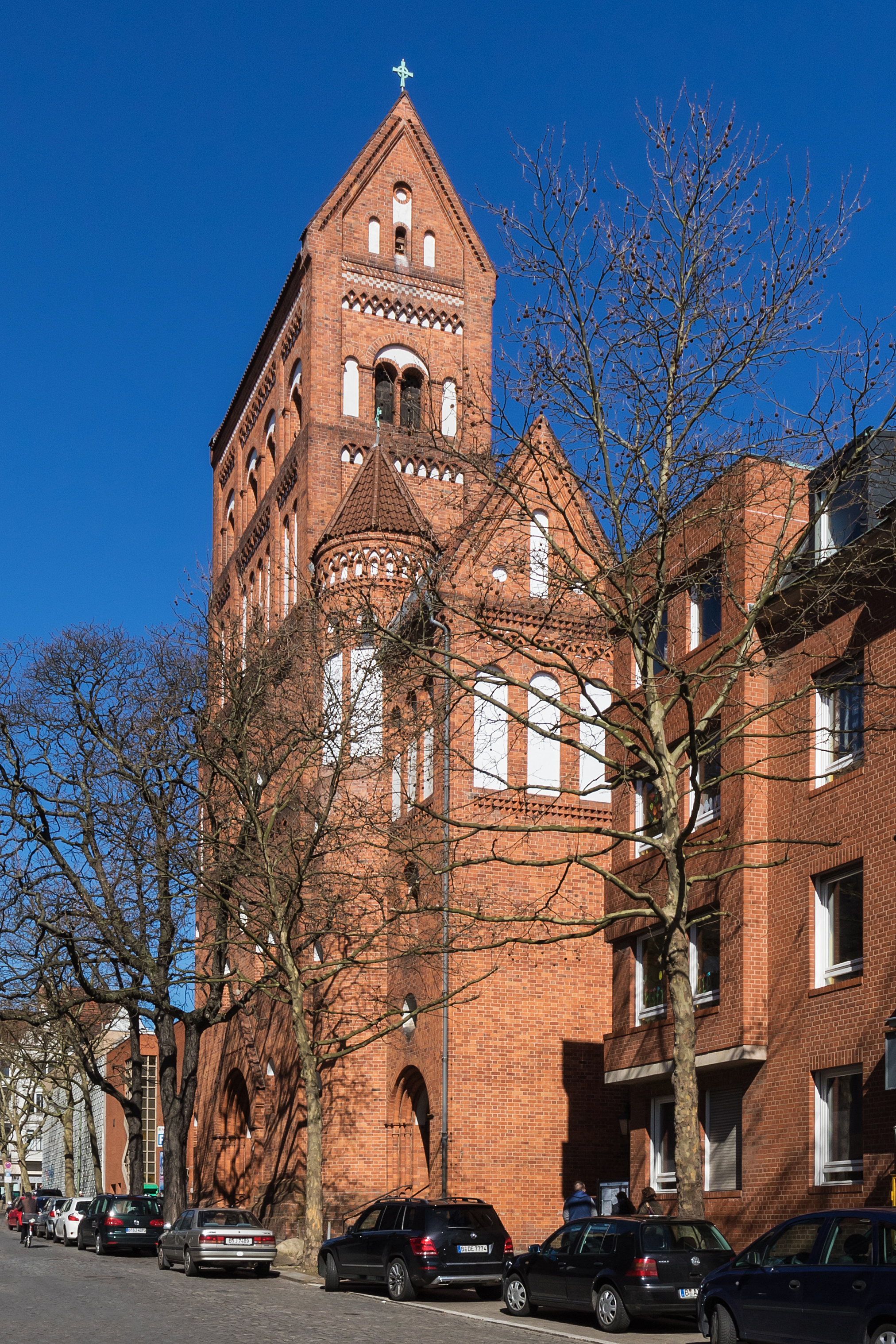
Rosenkranz-Basilika in
Berlin-Steglitz

Die Rosenkranz-Basilika (vollständiges Patrozinium: Jungfrau Maria Königin des heiligen Rosenkranzes) steht im Berliner Ortsteil Steglitz an der Kieler Straße 11 mit der Hauptfassade in der Straßenflucht; sie ist eine römisch-katholische Pfarrkirche. Die Kirche wurde 1899/1900 nach Plänen von Christoph Hehl als repräsentatives Gotteshaus für die Steglitzer Katholiken erbaut und am 11. November 1900 durch den Fürstbischof von Breslau Georg Kardinal Kopp geweiht. Da das Gebäude den Zweiten Weltkrieg unbeschädigt überstand, sind die aufwendige Architektur und die Ausstattung original erhalten.

## Geschichte

### Namenswahl, Vorgeschichte und Bau
St. Maria vom hl. Rosenkranz war die 14. nachreformatorische katholische Kirche im späteren Groß-Berlin.
In Steglitz war seit 1882 in einem Tanzsaal regelmäßig die heilige Messe gefeiert worden. 1885 entstanden eine erste Kapelle, das Pfarrhaus und die katholische Schule. Die Gemeinde wurde 1891 Kuratie, 1894 Pfarrei.
Der Kirchbau wurde maßgeblich vom ersten Pfarrer Josef Deitmer betrieben, der sich vor allem um die Finanzierung und den Grundstückskauf verdient gemacht hatte. Deitmer war 1920 Fürstbischöflicher Delegat und wurde 1923 erster Weihbischof an der Berliner Sankt-Hedwigs-Kathedrale.

### Bildung von Filialkirchen
Schon vor dem Ersten Weltkrieg wurden drei Tochterpfarreien mit eigenen Kirchbauten aus der Rosenkranzgemeinde ausgegliedert, wie 1904 die Heilige Familie in Lichterfelde, die der erste Kaplan der Rosenkranz-Gemeinde Maximilian Beyer ab 1899 als Kuratus und ab 1906 schließlich als Pfarrer leitete.
Im Jahr 1934 wurde die Gemeinde St. Bernhard in Dahlem ausgegliedert, die 2010 wieder fusioniert wurde. Am Vorabend des Attentats vom 20. Juli 1944 suchte Oberst i. G. Claus Schenk Graf von Stauffenberg, Motor des militärischen Widerstandes gegen Hitler, die Rosenkranz-Basilika auf.

### Nach 1945
Nach dem Zweiten Weltkrieg stieg die Gemeindegliederzahl durch den Zustrom Vertriebener. Es folgten weitere Gemeindeteilungen.
Bis zum Wiederaufbau der zerstörten Hedwigskathedrale diente die Rosenkranzkirche als Interims-Kathedrale. Am 20. Oktober 1950 wurde sie durch Papst Pius XII. mit dem Apostolischen Schreiben Bellicosiore tempore isto zur Basilica minor erhoben.
In den folgenden Jahrzehnten vollzog sich ein tiefgreifender Wandel der Wohn- und Bevölkerungsstruktur. Am 1. Oktober 2010 wurde die Rosenkranzbasilika Pfarrkirche der neuen Pfarrei Maria Rosenkranzkönigin, die auch die ehemalige Pfarrei Dahlem mit St. Bernhard als Filialkirche umfasst und rund 8000 Gemeindeglieder zählt. Am 1. Januar 2023 fusionierte die Pfarrei mit St. Benedikt (Lankwitz) zur Pfarrei Maria Rosenkranzkönigin – Steglitz-Lankwitz-Dahlem, deren Pfarrkirche die Rosenkranzbasilika ist.

## Architektur
Christoph Hehl wählte für die Rosenkranzkirche rötlichen Backstein als Baumaterial und neuromanische Formen. Dabei schuf er eine originelle Kombination zweier Grundtypen des klassischen Kirchenbaus. Nach Aussage des Architekten ist die Straßenfront des Gotteshauses im Stil märkischer Dorfkirchen gehalten.
Die 30 m breite, in der Mitte 40 m hohe Turmfassade, die sich in fünf Etagen gliedert, ähnelt dem Westbau historischer norddeutscher Basiliken, etwa dem des Havelberger Doms, hinter dem sich ein dreischiffiges Langhaus anschließt. Sie ist als repräsentativer Drei-Portal-Riegel mit turmartigem Mittelteil und unverputzten Backsteinen im Klosterformat ausgeführt. Beidseitig schließen sich niedrigere runde Treppentürme und leicht zurücktretende Flanken an. Mittelbau und Flanken tragen quer laufende Satteldächer. Die Fassade ist reich mit Rundbogenfenstern, Blendarkaden, Lisenen und Schmuckfriesen gegliedert. Besondere Akzente werden durch rhythmisch wiederkehrende weiß verputzte Flächen gesetzt.
Drei Rundbogenportale führen zu den Eingangshallen und in den Mittelbau. Über der Portalseite erheben sich die Orgelempore und im Obergeschoss die Glockenstube.
Im Kontrast dazu ist der eigentliche Kirchenraum wie ein byzantinischer Zentralbau gestaltet. Den Grundriss bildet ein Griechisches Kreuz, dessen kurze Arme Tonnengewölbe tragen. Den Altararm schließt eine Rundapsis ab. Parallel dazu sind auch den Querarmen chorartige Kapellen mit Apsiden angefügt, die den Querarmen den Charakter von Seitenschiffen geben. In der Mitte erhebt sich als beherrschendes Bauelement eine Pendentifkuppel mit einem lichten Durchmesser von 14 m. Ihre 16 Rundbogenfenster sind die Hauptlichtquellen des Gesamtraums.

## Ausstattung

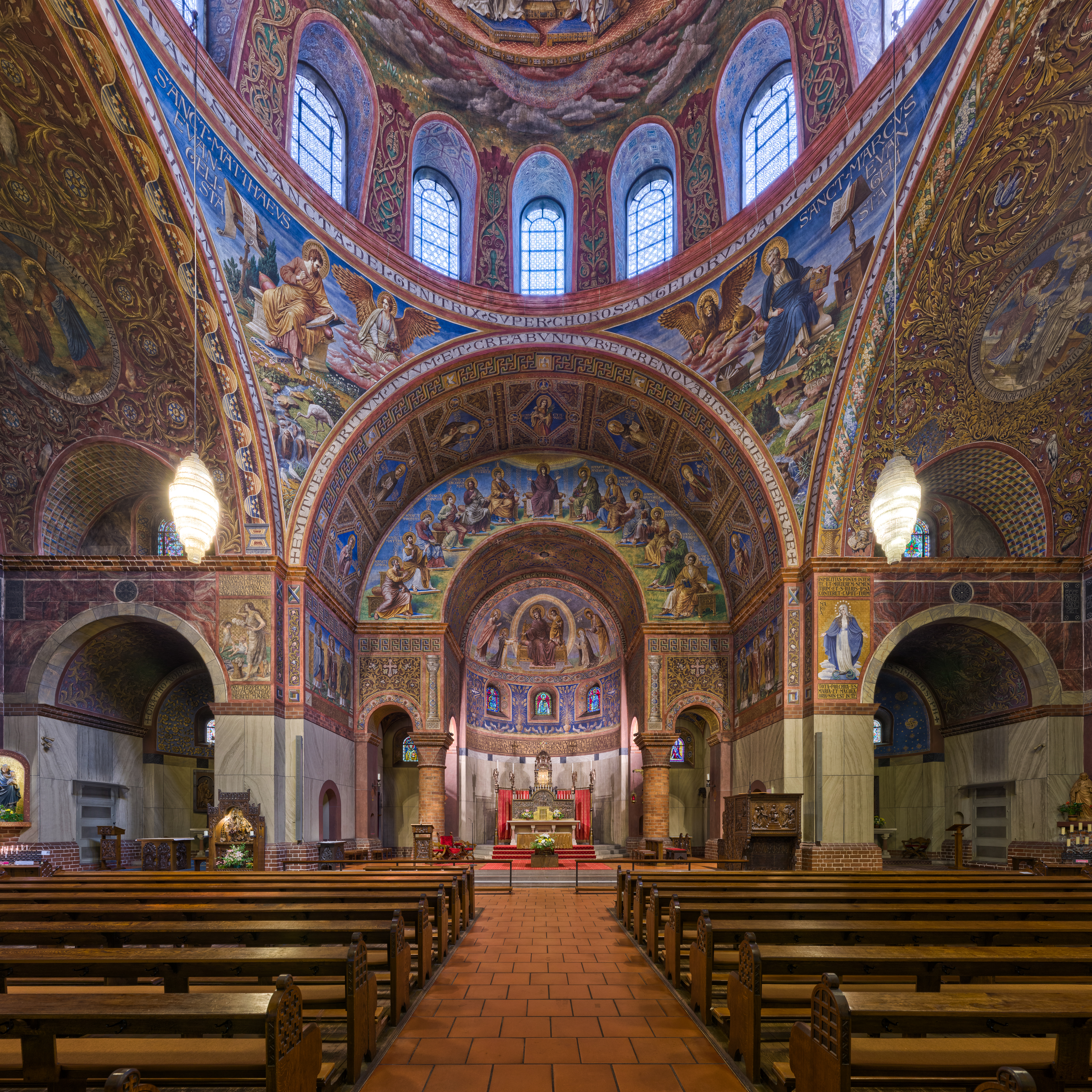
Inneres

### Überblick
Die Innenausstattung der Rosenkranzbasilika beeindruckt durch ihre Vielfalt, ihre stilistische Geschlossenheit und ihr beziehungsreiches Bildprogramm. Die Darstellungen der Wandgemälde und Altarretabel kreisen um Maria und die fünfzehn Geheimnisse des Rosenkranzes. Sie wurden bis ins Einzelne vom Architekten vorgegeben. Zahlreiche Ausstattungsdetails sind italienischen Vorbildern entlehnt.
1966 ersetzten sechs Kristalllüster den ursprünglichen Barbarossa-Leuchter.

### Statuen und Reliefs
Der Hochaltar trägt über der Sandsteinmensa ein Metallretabel von Wilhelm Haverkamp mit eucharistischen Motiven in Reliefarbeit. Der Marienaltar in der linken und der Josefsaltar in der rechten Seitenkapelle sind Werke von Ferdinand Langenberg. Mit den drei Altären korrespondiert außen die thematische Gestaltung der entsprechenden Portale. In der Marienkapelle steht außerdem in einer gemauerten Nische mit Goldgrund eine Statue der gekrönten Muttergottes mit dem Kind. Die Kanzel, reich mit ornamentalem Schnitzwerk, Bibelworten, Evangelistendarstellungen und zentral mit der Szene des zwölfjährigen Jesus im Tempel geschmückt, stammt von Anton Mormann. Er schuf auch den Bildschmuck der Beichtstühle. Am linken Kuppelpfeiler ist als Votivbild in Holzreliefarbeit die Überreichung des Rosenkranzes an den hl. Dominikus dargestellt. Der viersäulige Taufbrunnen aus Sandstein in der Eingangshalle trägt einen Bronzedeckel mit Symbolen der Evangelisten und der Paradiesesflüsse.

### Wandmalereien
Die großflächige Ausmalung der Rosenkranzbasilika in Temperatechnik ist im Wesentlichen das Werk Friedrich Stummels. Nach der durch den Ersten Weltkrieg erzwungenen Unterbrechung und dem Tod Stummels wurde sie von dessen Schülern Theodor Nüttgens (ab 1921) und Karl Wenzel (1930) vollendet. Die vorherrschenden Farbtöne der Bemalung sind Rot und Blau.
In der Apsiswölbung über dem Hochaltar ist die Überreichung des Rosenkranzes durch die Gottesmutter an den hl. Dominikus dargestellt, im Gewölbe davor die sieben Gaben des Heiligen Geistes und davor am auf zwei Säulen gelagerten Triumphbogen die zwölf Apostel beim Pfingstwunder – eine Komposition, die Maria als Mutter der Kirche erscheinen lässt und zugleich das mittlere Geheimnis des Glorreichen Rosenkranzes aufnimmt. Im Orgelbogen gegenüber sind die Auferstehung und Himmelfahrt Christi zu sehen und in der Kuppel, flankiert von akklamierenden Engeln, die Aufnahme Mariens in den Himmel und ihre Krönung durch Christus.
Dem Freudenreichen Rosenkranz sind die Darstellungen des rechten Kreuzarms gewidmet: zentral im Bogen unter der Wölbung die Geburt Christi, darüber am Gewölbe als Medaillons die übrigen vier Geheimnisse.
Die Geheimnisse des Schmerzhaften Rosenkranzes zeigt der linke Kreuzarm: zentral die Kreuzigung Christi, darüber als Medaillons die übrigen vier Passionsszenen.
Diese drei Themenkreise werden von zahlreichen Nebenszenen und Heiligenbildern, lateinischen Inschriften und floralen Ornamenten begleitet.

## Orgel
Ursprünglich war die Kirche mit einer Orgel von Franz Eggert in Paderborn ausgestattet, die 20 Register auf zwei Manualen und Pedal besaß.
Im Jahr 1966 wurde eine neue Orgel mit 42 Registern auf drei Manualen und Pedal von den Gebrüdern Stockmann gebaut. Die Pfeifen stehen auf Schleifladen. Die Orgel ist mit mechanischer Spieltraktur und elektrischer Registertraktur spielbar.
Disposition der Orgel von 1966
| I Hauptwerk C–g3 |       |
| Pommer           | 16′   |
| Prinzipal        | 8′    |
| Gemshorn         | 8′    |
| Oktave           | 4′    |
| Rohrflöte        | 4′    |
| Quinte           | 2 ⁄3′ |
| Oktave           | 2′    |
| Waldflöte        | 2′    |
| Mixtur IV-VI     | 1 ⁄3′ |
| Trompete         | 16′   |
| Trompete         | 8′    |
| Kopftrompete     | 4′    |

| II Positiv C–g3 |        |
| Rohrflöte       | 8′     |
| Quintatön       | 8′     |
| Singend Gedackt | 4′     |
| Nasat           | 2 ⁄3′  |
| Oktave          | 2′     |
| Terzian II      | 1 3⁄5′ |
| Cymbel III      | 1⁄2′   |
| Dulcian         | 16′    |
| Krummhorn       | 8′     |
| Tremulant       |        |

| III Schwellwerk C–g3 |              |
| Quintadena           | 16′          |
| Holzgedackt          | 8′           |
| Weidenpfeife         | 8′           |
| Prinzipal            | 4′           |
| Blockflöte           | 4′           |
| Rohrpfeife           | 2′           |
| Sifflöte             | 1 ⁄3′        |
| Sesquialtera II      | 2 ⁄3′        |
| Oberton II           | 1 ⁄7′ + 8⁄9′ |
| Scharff IV           | 1′           |
| Schalmey             | 8′           |
| Tremulant            |              |

| Pedal C–f1    |        |
| Prinzipal     | 16′    |
| Subbass       | 16′    |
| Octavbass     | 8′     |
| Pommer        | 8′     |
| Choralbass    | 4′     |
| Rohrpfeife    | 4′     |
| Weitprinzipal | 2′     |
| Hintersatz V  | 5 1⁄3′ |
| Posaune       | 16′    |
| Trompete      | 8′     |

- Koppeln: II/I, III/I, III/II, I/P, II/P, III/P
- 6 freie Kombinationen, Organo Pleno, Tutti